# 6696 Eubanks
6696 Eubanks este o planetă minoră (asteroid), cu un diametru de 8,967 km, din centura de asteroizi. A fost descoperită pe 1 septembrie 1986 la Oak Ridge Observatory⁠(d) de Oak Ridge Observatory⁠(d). 
Obiectul prezintă o orbită caracterizată de o semiaxă mare de 2,6770773 UAi, o excentricitate de 0,1928, o înclinație de 1,73692 ° în raport cu ecliptica.